# Macronychia malayana
Macronychia malayana är en tvåvingeart som beskrevs av Hiromu Kurahashi och Thomas Pape 1996. Macronychia malayana ingår i släktet Macronychia och familjen köttflugor. Inga underarter finns listade i Catalogue of Life.